# 김기수 (법률학 교육인)
김기수(金基洙, 1966년 5월 16일 ~ )는 대한민국의 변호사 겸 CEO 기업인으로 그는 중도우파 성향 인터넷 언론사 〈프리덤뉴스〉의 대표이사 직을 맡았었고, 바른교육실천행동 대표를 역임한 대구 출신의 법률학 교육인이다.

## 주요 경력

### 주요 이력
- 2000년 변호사 김기수 법률사무소 개업
- 2020년 자유한국당 당무위원(2020년 1월 14일)
- 2020년 미래통합당 당무위원(2020년 2월 17일)
- 2020년 미래통합당 탈당(2020년 2월 27일)

### 사회적 활동 이력
- 바른교육실천행동 대표
- 자유와통일을향한변호사연대 대표
- 프리덤뉴스 대표